# París-Roubaix 2022
La Paris-Roubaix 2022 fou la 119a edició de la París-Roubaix. La cursa es disputà el 17 d'abril de 2022 entre la vila de Compiègne i el velòdrom André Pétrieux de Roubaix, amb un recorregut final de 257,2 km. La cursa formava part de l'UCI World Tour 2022. Després de dues edicions afectades per la pandèmia de COVID-19, el 2020 suspesa i el 2021 traslladada a l'octubre, la cursa tornà a disputar-se a l'abril.
El vencedor final fou el neerlandès Dylan van Baarle (Ineos Grenadiers), que es presentà en solitari a l'arribada després de deixar enrere els seus companys d'escapada al sector de llambordes de Carrefour de l'Arbre. Wout Van Aert (Team Jumbo-Visma) i Stefan Küng (Groupama-FDJ) completaren el podi.

## Equips
A la cursa hi van prendre part els divuit equips UCI WorldTeams i set UCI ProTeams que foren convidats per l'organització.
| WorldTeams (18)- AG2R Citroën Team - Astana Qazaqstan Team - Bahrain Victorious - Bora-Hansgrohe - Cofidis - EF Education-EasyPost - Groupama-FDJ - Ineos Grenadiers - Intermarché-Wanty-Gobert Matériaux - Israel-Premier Tech - Jumbo-Visma - Lotto-Soudal - Movistar Team - Quick-Step Alpha Vinyl - BikeExchange-Jayco - Team DSM - Trek-Segafredo - UAE Team Emirates ProTeams (7)- Alpecin-Fenix - Arkéa-Samsic - B&B Hotels-KTM - Bingoal Pauwels Sauces WB - Sport Vlaanderen-Baloise - TotalEnergies - Uno-X Pro Cycling Team |
| |

## Recorregut
L'edició del 2022 de la París-Roubaix presenta un recorregut de 257,2 quilòmetres, dels quals 54,8 són sobre llambordes.

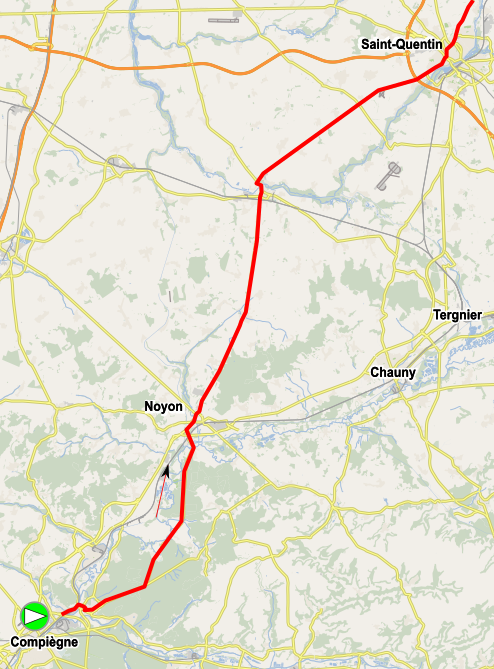
Primera part del recorregut, sectors de llambordes en verd.
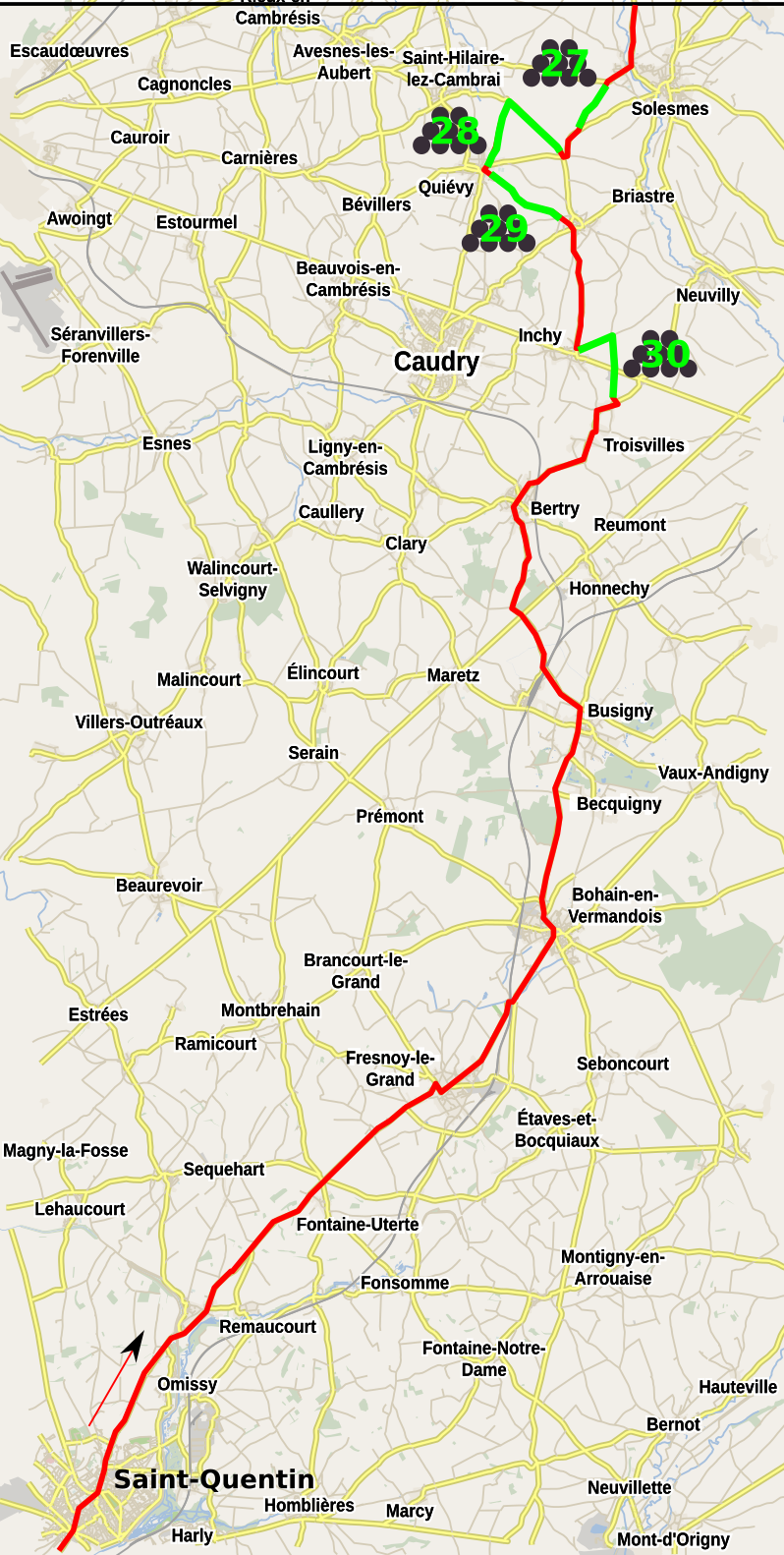
Recorregut entre Saint-Quentin i Solesmes
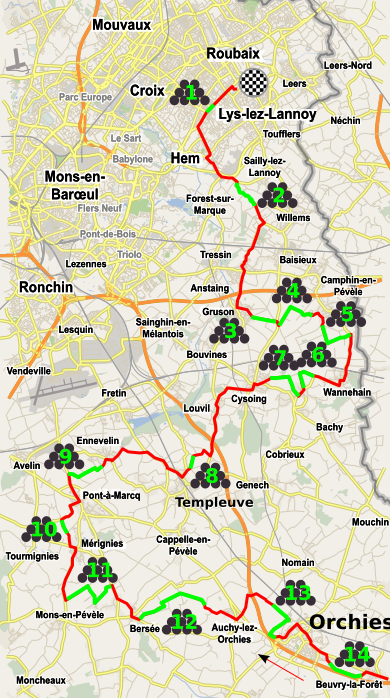
Recorregut entre Orchies i Roubaix

| Sector | Quilòmetres | Localització                        | Llargada (m)    | Dificultat    |
| ------ | ----------- | ----------------------------------- | --------------- | ------------- |
| 30     | 96,3        | Troisvilles > Inchy                 | 2.200           | 02            |
| 29     | 102,8       | Viesly > Quiévy                     | 1.800           | 03            |
| 28     | 105,4       | Quiévy > Saint-Python               | 3.700           | 04            |
| 27     | 110,1       | Saint-Python                        | 1.500           | 02            |
| 26     | 117,9       | Vertain > Saint-Martin-sur-Écaillon | 2.300           | 03            |
| 25     | 123,7       | Haussy                              | 800             | 02            |
| 24     | 130,6       | Saulzoir > Verchain-Maugré          | 1.200           | 03            |
| 23     | 134,9       | Verchain-Maugré > Quérénaing        | 1.600           | 03            |
| 22     | 137,6       | Quérénaing > Maing                  | 2.500           | 03            |
| 21     | 140,7       | Maing > Monchaux-sur-Écaillon       | 1.600           | 03            |
| 20     | 153,7       | Haveluy > Wallers                   | 2.500           | 04            |
| 19     | 161,9       | Trouée d'Arenberg                   | 2.300           | 05            |
| 18     | 167,9       | Wallers > Hélesmes                  | 1.600           | 03            |
| 17     | 174,7       | Hornaing > Wandignies-Hamage        | 3.700           | 04            |
| 16     | 182,2       | Warlaing > Brillon                  | Plantilla:Unité | 03            |
| 15     | 185,6       | Warlaing > Brillon                  | 2.400           | 04            |
| 14     | 192         | Beuvry-la-Forêt > Orchies           | 1.400           | 03            |
| 13     | 197         | Orchies                             | 1.700           | 03            |
| 12     | 203,1       | Auchy-lez-Orchies > Bersée          | 2.700           | 04            |
| 11     | 208,6       | Mons-en-Pévèle                      | 3.000           | 05            |
| 10     | 214,6       | Mérignies > Avelin                  | 700             | 02            |
| 9      | 218         | Pont-Thibaut > Ennevelin            | 1.400           | 03            |
| 8      | 223,4       | Templeuve - l'Épinette              | 200             | 01            |
| 8      | 223,9       | Templeuve - le Moulin-de-Vertain    | 500             | 02            |
| 7      | 230,3       | Cysoing > Bourghelles               | 1.300           | 03            |
| 6      | 232,8       | Bourghelles > Wannehain             | 1.100           | 03            |
| 5      | 237,3       | Camphin-en-Pévèle                   | 1.800           | 04            |
| 4      | 240         | Carrefour de l'Arbre                | 2.100           | 05            |
| 3      | 242,3       | Gruson                              | 1.100           | 02            |
| 2      | 249         | Willems > Hem                       | 1.400           | 03            |
| 1      | 255,8       | Roubaix (Espai Charles Crupelandt)  | 300             | 01            |
| Total  | Total       | Total                               | 54.800 metres   | 54.800 metres |

## Classificació final
| \| Classificació general \| Classificació general \| Classificació general \| Classificació general \| Classificació general \| \| Corredor \| Corredor \| Equip \| Temps \| \| \| --------------------- \| --------------------- \| ---------------------------------- \| --------------------- \| --------------------- \| \| 1r \| Dylan van Baarle \| Ineos Grenadiers \| 5h 37' 00" \| \| \| 2n \| Wout van Aert \| Jumbo-Visma \| + 1' 47" \| \| \| 3r \| Stefan Küng \| Groupama-FDJ \| + 1' 47" \| \| \| 4t \| Tom Devriendt \| Intermarché-Wanty-Gobert Matériaux \| + 1' 47" \| \| \| 5è \| Matej Mohorič \| Bahrain Victorious \| + 1' 47" \| \| \| 6è \| Adrien Petit \| Intermarché-Wanty-Gobert Matériaux \| + 2' 27" \| \| \| 7è \| Jasper Stuyven \| Trek-Segafredo \| + 2' 27" \| \| \| 8è \| Laurent Pichon \| Arkéa-Samsic \| + 2' 27" \| \| \| 9è \| Mathieu van der Poel \| Alpecin-Fenix \| + 2' 34" \| \| \| 10è \| Yves Lampaert \| Quick-Step Alpha Vinyl \| + 2' 59" \| \| \| 11è \| Ben Turner \| Ineos Grenadiers \| + 4' 30" \| \| \| 12è \| Alexander Kristoff \| Intermarché-Wanty-Gobert Matériaux \| + 4' 33" \| \| \| 13è \| Florian Sénéchal \| Quick-Step Alpha Vinyl \| + 4' 36" \| \| \| 14è \| Jordi Meeus \| Bora-Hansgrohe \| + 4' 47" \| \| \| 15è \| Matis Louvel \| Arkéa-Samsic \| + 4' 47" \| \| \| 16è \| Taco van der Hoorn \| Intermarché-Wanty-Gobert Matériaux \| + 4' 47" \| \| \| 17è \| Greg Van Avermaet \| AG2R Citroën Team \| + 4' 47" \| \| \| 18è \| John Degenkolb \| Team DSM \| + 4' 47" \| \| \| 19è \| Andrea Pasqualon \| Intermarché-Wanty-Gobert Matériaux \| + 4' 47" \| \| \| 20è \| Mike Teunissen \| Jumbo-Visma \| + 4' 47" \| \| |                      |                                    |            |
| |                      |                                    |            |
| Font: ProCyclingStats |                      |                                    |            |
| Classificació general |                      |                                    |            |
| Corredor | Corredor             | Equip                              | Temps      |
| 1r | Dylan van Baarle     | Ineos Grenadiers                   | 5h 37' 00" |
| 2n | Wout van Aert        | Jumbo-Visma                        | + 1' 47"   |
| 3r | Stefan Küng          | Groupama-FDJ                       | + 1' 47"   |
| 4t | Tom Devriendt        | Intermarché-Wanty-Gobert Matériaux | + 1' 47"   |
| 5è | Matej Mohorič        | Bahrain Victorious                 | + 1' 47"   |
| 6è | Adrien Petit         | Intermarché-Wanty-Gobert Matériaux | + 2' 27"   |
| 7è | Jasper Stuyven       | Trek-Segafredo                     | + 2' 27"   |
| 8è | Laurent Pichon       | Arkéa-Samsic                       | + 2' 27"   |
| 9è | Mathieu van der Poel | Alpecin-Fenix                      | + 2' 34"   |
| 10è | Yves Lampaert        | Quick-Step Alpha Vinyl             | + 2' 59"   |
| 11è | Ben Turner           | Ineos Grenadiers                   | + 4' 30"   |
| 12è | Alexander Kristoff   | Intermarché-Wanty-Gobert Matériaux | + 4' 33"   |
| 13è | Florian Sénéchal     | Quick-Step Alpha Vinyl             | + 4' 36"   |
| 14è | Jordi Meeus          | Bora-Hansgrohe                     | + 4' 47"   |
| 15è | Matis Louvel         | Arkéa-Samsic                       | + 4' 47"   |
| 16è | Taco van der Hoorn   | Intermarché-Wanty-Gobert Matériaux | + 4' 47"   |
| 17è | Greg Van Avermaet    | AG2R Citroën Team                  | + 4' 47"   |
| 18è | John Degenkolb       | Team DSM                           | + 4' 47"   |
| 19è | Andrea Pasqualon     | Intermarché-Wanty-Gobert Matériaux | + 4' 47"   |
| 20è | Mike Teunissen       | Jumbo-Visma                        | + 4' 47"   |

## Llista de participants
| Lotto-Soudal LTS | Lotto-Soudal LTS         | Lotto-Soudal LTS |
| ---------------- | ------------------------ | ---------------- |
| Núm              | Ciclista                 | Pos              |
| 1                | Philippe Gilbert (BEL)   | 30è              |
| 2                | Florian Vermeersch (BEL) | DNF              |
| 3                | Cedric Beullens (BEL)    | 59è              |
| 4                | Victor Campenaerts (BEL) | FC               |
| 5                | Sébastien Grignard (BEL) | DNF              |
| 6                | Roger Kluge (GER)        | 60è              |
| 7                | Brent Van Moer (BEL)     | 61è              |

| Alpecin-Fenix AFC | Alpecin-Fenix AFC              | Alpecin-Fenix AFC |
| ----------------- | ------------------------------ | ----------------- |
| Núm               | Ciclista                       | Pos               |
| 11                | Mathieu van der Poel (NED)     | 9è                |
| 12                | Silvan Dillier (SUI)           | 63è               |
| 13                | Senne Leysen (BEL)             | 68è               |
| 14                | Tim Merlier (BEL)              | 40è               |
| 15                | Guillaume Van Keirsbulck (BEL) | 26è               |
| 16                | Gianni Vermeersch (BEL)        | 58è               |
| 17                | Julien Vermote (BEL)           | DNF               |

| Jumbo-Visma TJV | Jumbo-Visma TJV            | Jumbo-Visma TJV |
| --------------- | -------------------------- | --------------- |
| Núm             | Ciclista                   | Pos             |
| 21              | Wout van Aert (BEL) (ruta) | 2n              |
| 22              | Edoardo Affini (ITA)       | 82è             |
| 23              | Christophe Laporte (FRA)   | DNF             |
| 24              | Timo Roosen (NED)          | 103è            |
| 25              | Mike Teunissen (NED)       | 20è             |
| 26              | Mick van Dijke (NED)       | 104è            |
| 27              | Nathan Van Hooydonck (BEL) | 37è             |

| Groupama-FDJ GFC | Groupama-FDJ GFC       | Groupama-FDJ GFC |
| ---------------- | ---------------------- | ---------------- |
| Núm              | Ciclista               | Pos              |
| 31               | Stefan Küng (SUI)      | 3r               |
| 32               | Lewis Askey (GBR)      | 42è              |
| 33               | Clément Davy (FRA)     | DNF              |
| 34               | Olivier Le Gac (FRA)   | 28è              |
| 35               | Fabian Lienhard (SUI)  | FC               |
| 36               | Valentin Madouas (FRA) | 34è              |
| 37               | Bram Welten (NED)      | 73è              |

| Ineos Grenadiers IGD | Ineos Grenadiers IGD     | Ineos Grenadiers IGD |
| -------------------- | ------------------------ | -------------------- |
| Núm                  | Ciclista                 | Pos                  |
| 41                   | Filippo Ganna (ITA)      | 35è                  |
| 42                   | Michał Kwiatkowski (POL) | 77è                  |
| 43                   | Luke Rowe (GBR)          | 102è                 |
| 44                   | Magnus Sheffield (USA)   | FC                   |
| 45                   | Ben Turner (GBR)         | 11è                  |
| 46                   | Dylan van Baarle (NED)   | 1r                   |
| 47                   | Cameron Wurf (AUS)       | 94è                  |

| Quick-Step Alpha Vinyl QST | Quick-Step Alpha Vinyl QST | Quick-Step Alpha Vinyl QST |
| -------------------------- | -------------------------- | -------------------------- |
| Núm                        | Ciclista                   | Pos                        |
| 51                         | Kasper Asgreen (DEN)       | 44è                        |
| 52                         | Davide Ballerini (ITA)     | 41è                        |
| 53                         | Tim Declercq (BEL)         | DNF                        |
| 54                         | Yves Lampaert (BEL)        | 10è                        |
| 55                         | Florian Sénéchal (FRA)     | 13è                        |
| 56                         | Jannik Steimle (GER)       | 57è                        |
| 57                         | Zdeněk Štybar (CZE)        | 45è                        |

| Bahrain Victorious TBV | Bahrain Victorious TBV      | Bahrain Victorious TBV |
| ---------------------- | --------------------------- | ---------------------- |
| Núm                    | Ciclista                    | Pos                    |
| 61                     | Matej Mohorič (SLO) (ruta)  | 5è                     |
| 62                     | Yukiya Arashiro (JPN)       | DNF                    |
| 63                     | Feng Chun-kai               | NP                     |
| 64                     | Johan Price-Pejtersen (DEN) | DNF                    |
| 65                     | Jasha Sütterlin (GER)       | 76è                    |
| 66                     | Dylan Teuns (BEL)           | DNF                    |
| 67                     | Fred Wright (GBR)           | 99è                    |

| Trek-Segafredo TFS | Trek-Segafredo TFS        | Trek-Segafredo TFS |
| ------------------ | ------------------------- | ------------------ |
| Núm                | Ciclista                  | Pos                |
| 71                 | Mads Pedersen (DEN)       | DNF                |
| 72                 | Daan Hoole (NED)          | DNF                |
| 73                 | Alex Kirsch (LUX)         | DNF                |
| 74                 | Toms Skujiņš (LAT) (ruta) | DNF                |
| 75                 | Jasper Stuyven (BEL)      | 7è                 |
| 76                 | Edward Theuns (BEL)       | DNF                |
| 77                 | Otto Vergaerde (BEL)      | DNF                |

| AG2R Citroën Team ACT | AG2R Citroën Team ACT   | AG2R Citroën Team ACT |
| --------------------- | ----------------------- | --------------------- |
| Núm                   | Ciclista                | Pos                   |
| 81                    | Greg Van Avermaet (BEL) | 17è                   |
| 82                    | Stan Dewulf (BEL)       | DNF                   |
| 83                    | Oliver Naesen (BEL)     | 54è                   |
| 85                    | Antoine Raugel (FRA)    | 95è                   |
| 86                    | Michael Schär (SUI)     | DNF                   |
| 87                    | Damien Touzé (FRA)      | DNF                   |
| 88                    | Gijs Van Hoecke (BEL)   | 98è                   |

| Bora-Hansgrohe BOH | Bora-Hansgrohe BOH  | Bora-Hansgrohe BOH |
| ------------------ | ------------------- | ------------------ |
| Núm                | Ciclista            | Pos                |
| 91                 | Nils Politt (GER)   | 22è                |
| 92                 | Marco Haller (AUT)  | DNF                |
| 93                 | Jonas Koch (GER)    | 85è                |
| 94                 | Martin Laas (EST)   | DNF                |
| 95                 | Jordi Meeus (BEL)   | 14è                |
| 96                 | Ide Schelling (NED) | DNF                |

| TotalEnergies TEN | TotalEnergies TEN          | TotalEnergies TEN |
| ----------------- | -------------------------- | ----------------- |
| Núm               | Ciclista                   | Pos               |
| 101               | Niki Terpstra (NED)        | 50è               |
| 102               | Edvald Boasson Hagen (NOR) | 38è               |
| 103               | Maciej Bodnar (POL)        | 87è               |
| 104               | Daniel Oss (ITA)           | 72è               |
| 105               | Geoffrey Soupe (FRA)       | FC                |
| 106               | Anthony Turgis (FRA)       | DNF               |
| 107               | Dries Van Gestel (BEL)     | 24è               |

| Team DSM DSM | Team DSM DSM            | Team DSM DSM |
| ------------ | ----------------------- | ------------ |
| Núm          | Ciclista                | Pos          |
| 111          | John Degenkolb (GER)    | 18è          |
| 112          | Nikias Arndt (GER)      | 51è          |
| 113          | Nico Denz (GER)         | FC           |
| 114          | Marius Mayrhofer (GER)  | DNF          |
| 115          | Joris Nieuwenhuis (NED) | 39è          |
| 116          | Casper Pedersen (DEN)   | 84è          |

| Intermarché-Wanty-Gobert Matériaux IWG | Intermarché-Wanty-Gobert Matériaux IWG | Intermarché-Wanty-Gobert Matériaux IWG |
| -------------------------------------- | -------------------------------------- | -------------------------------------- |
| Núm                                    | Ciclista                               | Pos                                    |
| 121                                    | Alexander Kristoff (NOR)               | 12è                                    |
| 122                                    | Tom Devriendt (BEL)                    | 4t                                     |
| 123                                    | Andrea Pasqualon (ITA)                 | 19è                                    |
| 124                                    | Adrien Petit (FRA)                     | 6è                                     |
| 125                                    | Baptiste Planckaert (BEL)              | 23è                                    |
| 126                                    | Taco van der Hoorn (NED)               | 16è                                    |
| 127                                    | Kévin Van Melsen (BEL)                 | 56è                                    |

| Arkéa-Samsic ARK | Arkéa-Samsic ARK        | Arkéa-Samsic ARK |
| ---------------- | ----------------------- | ---------------- |
| Núm              | Ciclista                | Pos              |
| 131              | Amaury Capiot (BEL)     | DNF              |
| 132              | Benjamin Declercq (BEL) | 80è              |
| 133              | Matis Louvel (FRA)      | 15è              |
| 134              | Christophe Noppe (BEL)  | FC               |
| 135              | Laurent Pichon (FRA)    | 8è               |
| 136              | Clément Russo (FRA)     | DNF              |
| 137              | Connor Swift (GBR)      | 31è              |

| Israel-Premier Tech IPT | Israel-Premier Tech IPT       | Israel-Premier Tech IPT |
| ----------------------- | ----------------------------- | ----------------------- |
| Núm                     | Ciclista                      | Pos                     |
| 141                     | Guillaume Boivin (CAN) (ruta) | 62è                     |
| 142                     | Rudy Barbier (FRA)            | 90è                     |
| 143                     | Jenthe Biermans (BEL)         | 36è                     |
| 144                     | Reto Hollenstein (SUI)        | 81è                     |
| 145                     | Taj Jones (AUS)               | DNF                     |
| 146                     | Mads Würtz Schmidt (DEN)      | DNF                     |

| BikeExchange-Jayco BEX | BikeExchange-Jayco BEX | BikeExchange-Jayco BEX |
| ---------------------- | ---------------------- | ---------------------- |
| Núm                    | Ciclista               | Pos                    |
| 151                    | Luke Durbridge (AUS)   | 47è                    |
| 152                    | Alexandre Balmer (SUI) | 105è                   |
| 153                    | Jack Bauer (NZL)       | 86è                    |
| 154                    | Jan Maas (NED)         | FC                     |
| 155                    | Luka Mezgec (SLO)      | DNF                    |

| Cofidis COF | Cofidis COF              | Cofidis COF |
| ----------- | ------------------------ | ----------- |
| Núm         | Ciclista                 | Pos         |
| 161         | Piet Allegaert (BEL)     | 75è         |
| 162         | Davide Cimolai (ITA)     | DNF         |
| 163         | Alexandre Delettre (FRA) | 70è         |
| 164         | Eddy Finé (FRA)          | 67è         |
| 165         | Alexis Renard (FRA)      | 65è         |
| 166         | Szymon Sajnok (POL)      | 107è        |
| 167         | Kenneth Vanbilsen (BEL)  | DNF         |

| EF Education-EasyPost EFE | EF Education-EasyPost EFE | EF Education-EasyPost EFE |
| ------------------------- | ------------------------- | ------------------------- |
| Núm                       | Ciclista                  | Pos                       |
| 171                       | Sebastian Langeveld (NED) | 49è                       |
| 172                       | Stefan Bissegger (SUI)    | 21è                       |
| 173                       | Owain Doull (GBR)         | 52è                       |
| 174                       | Jens Keukeleire (BEL)     | 78è                       |
| 175                       | Jonas Rutsch (GER)        | 74è                       |
| 176                       | Thomas Scully (NZL)       | DNF                       |
| 177                       | Łukasz Wiśniowski (POL)   | 96è                       |

| UAE Team Emirates UAD | UAE Team Emirates UAD            | UAE Team Emirates UAD |
| --------------------- | -------------------------------- | --------------------- |
| Núm                   | Ciclista                         | Pos                   |
| 181                   | Matteo Trentin (ITA)             | 43è                   |
| 182                   | Pascal Ackermann (GER)           | DNF                   |
| 183                   | Alexys Brunel (FRA)              | FC                    |
| 184                   | Felix Groß (GER)                 | DNF                   |
| 185                   | Vegard Stake Laengen (NOR)       | 71è                   |
| 186                   | Sebastián Molano Benavides (COL) | 106è                  |
| 187                   | Oliviero Troia (ITA)             | DNF                   |

| Uno-X Pro Cycling Team UXT | Uno-X Pro Cycling Team UXT  | Uno-X Pro Cycling Team UXT |
| -------------------------- | --------------------------- | -------------------------- |
| Núm                        | Ciclista                    | Pos                        |
| 191                        | Kristoffer Halvorsen (NOR)  | FC                         |
| 192                        | Lasse Norman Hansen (DEN)   | 93è                        |
| 193                        | William Blume Levy (DEN)    | DNF                        |
| 194                        | Erik Nordsæter Resell (NOR) | 69è                        |
| 195                        | Anders Skaarseth (NOR)      | 27è                        |
| 196                        | Rasmus Tiller (NOR)         | DNF                        |
| 197                        | Søren Wærenskjold (NOR)     | DNF                        |

| Movistar Team MOV | Movistar Team MOV                 | Movistar Team MOV |
| ----------------- | --------------------------------- | ----------------- |
| Núm               | Ciclista                          | Pos               |
| 201               | Iván García Cortina (ESP)         | 25è               |
| 202               | Imanol Erviti Ollo (ESP)          | DNF               |
| 203               | Johan Jacobs (SUI)                | DNF               |
| 204               | Mathias Norsgaard Jørgensen (DEN) | 29è               |
| 205               | Max Kanter (GER)                  | 48è               |
| 206               | Oier Lazkano López (ESP)          | 55è               |
| 207               | Albert Torres Barceló (ESP)       | DNF               |

| Astana Qazaqstan Team AST | Astana Qazaqstan Team AST     | Astana Qazaqstan Team AST |
| ------------------------- | ----------------------------- | ------------------------- |
| Núm                       | Ciclista                      | Pos                       |
| 211                       | Leonardo Basso (ITA)          | DNF                       |
| 212                       | Manuele Boaro (ITA)           | 97è                       |
| 213                       | Yevgeniy Fedorov (KAZ) (ruta) | 100è                      |
| 214                       | Dmitri Grúzdev (KAZ)          | 101è                      |
| 215                       | Davide Martinelli (ITA)       | DNF                       |
| 216                       | Antonio Nibali (ITA)          | DNF                       |
| 217                       | Aliaksandr Rabuixenka (BLR)   | DNF                       |

| B&B Hotels-KTM BBK | B&B Hotels-KTM BBK     | B&B Hotels-KTM BBK |
| ------------------ | ---------------------- | ------------------ |
| Núm                | Ciclista               | Pos                |
| 221                | Cyril Lemoine (FRA)    | 66è                |
| 222                | Pierre Barbier (FRA)   | 91è                |
| 223                | Alexis Gougeard (FRA)  | DNF                |
| 224                | Quentin Jauregui (FRA) | DNF                |
| 225                | Jérémy Lecroq (FRA)    | FC                 |
| 226                | Julien Morice (FRA)    | 53è                |
| 227                | Luca Mozzato (ITA)     | 83è                |

| Bingoal Pauwels Sauces WB BWB | Bingoal Pauwels Sauces WB BWB | Bingoal Pauwels Sauces WB BWB |
| ----------------------------- | ----------------------------- | ----------------------------- |
| Núm                           | Ciclista                      | Pos                           |
| 231                           | Arjen Livyns (BEL)            | 89è                           |
| 232                           | Stanisław Aniołkowski (POL)   | 46è                           |
| 233                           | Timothy Dupont (BEL)          | FC                            |
| 234                           | Karl Patrick Lauk (EST)       | 79è                           |
| 235                           | Milan Menten (BEL)            | 92è                           |
| 236                           | Ludovic Robeet (BEL)          | 32è                           |
| 237                           | Bas Tietema (NED)             | FC                            |

| Sport Vlaanderen-Baloise SVB | Sport Vlaanderen-Baloise SVB | Sport Vlaanderen-Baloise SVB |
| ---------------------------- | ---------------------------- | ---------------------------- |
| Núm                          | Ciclista                     | Pos                          |
| 241                          | Arne Marit (BEL)             | DNF                          |
| 242                          | Vito Braet (BEL)             | DNF                          |
| 243                          | Sander De Pestel (BEL)       | 88è                          |
| 244                          | Jens Reynders (BEL)          | 64è                          |
| 245                          | Ward Vanhoof (BEL)           | 33è                          |
| 246                          | Aaron Van Poucke (BEL)       | DNF                          |
| 247                          | Kenneth Van Rooy (BEL)       | DNF                          |

| Lotto-Soudal LTS | Lotto-Soudal LTS         | Lotto-Soudal LTS |
| ---------------- | ------------------------ | ---------------- |
| Núm              | Ciclista                 | Pos              |
| 1                | Philippe Gilbert (BEL)   | 30è              |
| 2                | Florian Vermeersch (BEL) | DNF              |
| 3                | Cedric Beullens (BEL)    | 59è              |
| 4                | Victor Campenaerts (BEL) | FC               |
| 5                | Sébastien Grignard (BEL) | DNF              |
| 6                | Roger Kluge (GER)        | 60è              |
| 7                | Brent Van Moer (BEL)     | 61è              |

| Alpecin-Fenix AFC | Alpecin-Fenix AFC              | Alpecin-Fenix AFC |
| ----------------- | ------------------------------ | ----------------- |
| Núm               | Ciclista                       | Pos               |
| 11                | Mathieu van der Poel (NED)     | 9è                |
| 12                | Silvan Dillier (SUI)           | 63è               |
| 13                | Senne Leysen (BEL)             | 68è               |
| 14                | Tim Merlier (BEL)              | 40è               |
| 15                | Guillaume Van Keirsbulck (BEL) | 26è               |
| 16                | Gianni Vermeersch (BEL)        | 58è               |
| 17                | Julien Vermote (BEL)           | DNF               |

| Jumbo-Visma TJV | Jumbo-Visma TJV            | Jumbo-Visma TJV |
| --------------- | -------------------------- | --------------- |
| Núm             | Ciclista                   | Pos             |
| 21              | Wout van Aert (BEL) (ruta) | 2n              |
| 22              | Edoardo Affini (ITA)       | 82è             |
| 23              | Christophe Laporte (FRA)   | DNF             |
| 24              | Timo Roosen (NED)          | 103è            |
| 25              | Mike Teunissen (NED)       | 20è             |
| 26              | Mick van Dijke (NED)       | 104è            |
| 27              | Nathan Van Hooydonck (BEL) | 37è             |

| Groupama-FDJ GFC | Groupama-FDJ GFC       | Groupama-FDJ GFC |
| ---------------- | ---------------------- | ---------------- |
| Núm              | Ciclista               | Pos              |
| 31               | Stefan Küng (SUI)      | 3r               |
| 32               | Lewis Askey (GBR)      | 42è              |
| 33               | Clément Davy (FRA)     | DNF              |
| 34               | Olivier Le Gac (FRA)   | 28è              |
| 35               | Fabian Lienhard (SUI)  | FC               |
| 36               | Valentin Madouas (FRA) | 34è              |
| 37               | Bram Welten (NED)      | 73è              |

| Ineos Grenadiers IGD | Ineos Grenadiers IGD     | Ineos Grenadiers IGD |
| -------------------- | ------------------------ | -------------------- |
| Núm                  | Ciclista                 | Pos                  |
| 41                   | Filippo Ganna (ITA)      | 35è                  |
| 42                   | Michał Kwiatkowski (POL) | 77è                  |
| 43                   | Luke Rowe (GBR)          | 102è                 |
| 44                   | Magnus Sheffield (USA)   | FC                   |
| 45                   | Ben Turner (GBR)         | 11è                  |
| 46                   | Dylan van Baarle (NED)   | 1r                   |
| 47                   | Cameron Wurf (AUS)       | 94è                  |

| Quick-Step Alpha Vinyl QST | Quick-Step Alpha Vinyl QST | Quick-Step Alpha Vinyl QST |
| -------------------------- | -------------------------- | -------------------------- |
| Núm                        | Ciclista                   | Pos                        |
| 51                         | Kasper Asgreen (DEN)       | 44è                        |
| 52                         | Davide Ballerini (ITA)     | 41è                        |
| 53                         | Tim Declercq (BEL)         | DNF                        |
| 54                         | Yves Lampaert (BEL)        | 10è                        |
| 55                         | Florian Sénéchal (FRA)     | 13è                        |
| 56                         | Jannik Steimle (GER)       | 57è                        |
| 57                         | Zdeněk Štybar (CZE)        | 45è                        |

| Bahrain Victorious TBV | Bahrain Victorious TBV      | Bahrain Victorious TBV |
| ---------------------- | --------------------------- | ---------------------- |
| Núm                    | Ciclista                    | Pos                    |
| 61                     | Matej Mohorič (SLO) (ruta)  | 5è                     |
| 62                     | Yukiya Arashiro (JPN)       | DNF                    |
| 63                     | Feng Chun-kai               | NP                     |
| 64                     | Johan Price-Pejtersen (DEN) | DNF                    |
| 65                     | Jasha Sütterlin (GER)       | 76è                    |
| 66                     | Dylan Teuns (BEL)           | DNF                    |
| 67                     | Fred Wright (GBR)           | 99è                    |

| Trek-Segafredo TFS | Trek-Segafredo TFS        | Trek-Segafredo TFS |
| ------------------ | ------------------------- | ------------------ |
| Núm                | Ciclista                  | Pos                |
| 71                 | Mads Pedersen (DEN)       | DNF                |
| 72                 | Daan Hoole (NED)          | DNF                |
| 73                 | Alex Kirsch (LUX)         | DNF                |
| 74                 | Toms Skujiņš (LAT) (ruta) | DNF                |
| 75                 | Jasper Stuyven (BEL)      | 7è                 |
| 76                 | Edward Theuns (BEL)       | DNF                |
| 77                 | Otto Vergaerde (BEL)      | DNF                |

| AG2R Citroën Team ACT | AG2R Citroën Team ACT   | AG2R Citroën Team ACT |
| --------------------- | ----------------------- | --------------------- |
| Núm                   | Ciclista                | Pos                   |
| 81                    | Greg Van Avermaet (BEL) | 17è                   |
| 82                    | Stan Dewulf (BEL)       | DNF                   |
| 83                    | Oliver Naesen (BEL)     | 54è                   |
| 85                    | Antoine Raugel (FRA)    | 95è                   |
| 86                    | Michael Schär (SUI)     | DNF                   |
| 87                    | Damien Touzé (FRA)      | DNF                   |
| 88                    | Gijs Van Hoecke (BEL)   | 98è                   |

| Bora-Hansgrohe BOH | Bora-Hansgrohe BOH  | Bora-Hansgrohe BOH |
| ------------------ | ------------------- | ------------------ |
| Núm                | Ciclista            | Pos                |
| 91                 | Nils Politt (GER)   | 22è                |
| 92                 | Marco Haller (AUT)  | DNF                |
| 93                 | Jonas Koch (GER)    | 85è                |
| 94                 | Martin Laas (EST)   | DNF                |
| 95                 | Jordi Meeus (BEL)   | 14è                |
| 96                 | Ide Schelling (NED) | DNF                |

| TotalEnergies TEN | TotalEnergies TEN          | TotalEnergies TEN |
| ----------------- | -------------------------- | ----------------- |
| Núm               | Ciclista                   | Pos               |
| 101               | Niki Terpstra (NED)        | 50è               |
| 102               | Edvald Boasson Hagen (NOR) | 38è               |
| 103               | Maciej Bodnar (POL)        | 87è               |
| 104               | Daniel Oss (ITA)           | 72è               |
| 105               | Geoffrey Soupe (FRA)       | FC                |
| 106               | Anthony Turgis (FRA)       | DNF               |
| 107               | Dries Van Gestel (BEL)     | 24è               |

| Team DSM DSM | Team DSM DSM            | Team DSM DSM |
| ------------ | ----------------------- | ------------ |
| Núm          | Ciclista                | Pos          |
| 111          | John Degenkolb (GER)    | 18è          |
| 112          | Nikias Arndt (GER)      | 51è          |
| 113          | Nico Denz (GER)         | FC           |
| 114          | Marius Mayrhofer (GER)  | DNF          |
| 115          | Joris Nieuwenhuis (NED) | 39è          |
| 116          | Casper Pedersen (DEN)   | 84è          |

| Intermarché-Wanty-Gobert Matériaux IWG | Intermarché-Wanty-Gobert Matériaux IWG | Intermarché-Wanty-Gobert Matériaux IWG |
| -------------------------------------- | -------------------------------------- | -------------------------------------- |
| Núm                                    | Ciclista                               | Pos                                    |
| 121                                    | Alexander Kristoff (NOR)               | 12è                                    |
| 122                                    | Tom Devriendt (BEL)                    | 4t                                     |
| 123                                    | Andrea Pasqualon (ITA)                 | 19è                                    |
| 124                                    | Adrien Petit (FRA)                     | 6è                                     |
| 125                                    | Baptiste Planckaert (BEL)              | 23è                                    |
| 126                                    | Taco van der Hoorn (NED)               | 16è                                    |
| 127                                    | Kévin Van Melsen (BEL)                 | 56è                                    |

| Arkéa-Samsic ARK | Arkéa-Samsic ARK        | Arkéa-Samsic ARK |
| ---------------- | ----------------------- | ---------------- |
| Núm              | Ciclista                | Pos              |
| 131              | Amaury Capiot (BEL)     | DNF              |
| 132              | Benjamin Declercq (BEL) | 80è              |
| 133              | Matis Louvel (FRA)      | 15è              |
| 134              | Christophe Noppe (BEL)  | FC               |
| 135              | Laurent Pichon (FRA)    | 8è               |
| 136              | Clément Russo (FRA)     | DNF              |
| 137              | Connor Swift (GBR)      | 31è              |

| Israel-Premier Tech IPT | Israel-Premier Tech IPT       | Israel-Premier Tech IPT |
| ----------------------- | ----------------------------- | ----------------------- |
| Núm                     | Ciclista                      | Pos                     |
| 141                     | Guillaume Boivin (CAN) (ruta) | 62è                     |
| 142                     | Rudy Barbier (FRA)            | 90è                     |
| 143                     | Jenthe Biermans (BEL)         | 36è                     |
| 144                     | Reto Hollenstein (SUI)        | 81è                     |
| 145                     | Taj Jones (AUS)               | DNF                     |
| 146                     | Mads Würtz Schmidt (DEN)      | DNF                     |

| BikeExchange-Jayco BEX | BikeExchange-Jayco BEX | BikeExchange-Jayco BEX |
| ---------------------- | ---------------------- | ---------------------- |
| Núm                    | Ciclista               | Pos                    |
| 151                    | Luke Durbridge (AUS)   | 47è                    |
| 152                    | Alexandre Balmer (SUI) | 105è                   |
| 153                    | Jack Bauer (NZL)       | 86è                    |
| 154                    | Jan Maas (NED)         | FC                     |
| 155                    | Luka Mezgec (SLO)      | DNF                    |

| Cofidis COF | Cofidis COF              | Cofidis COF |
| ----------- | ------------------------ | ----------- |
| Núm         | Ciclista                 | Pos         |
| 161         | Piet Allegaert (BEL)     | 75è         |
| 162         | Davide Cimolai (ITA)     | DNF         |
| 163         | Alexandre Delettre (FRA) | 70è         |
| 164         | Eddy Finé (FRA)          | 67è         |
| 165         | Alexis Renard (FRA)      | 65è         |
| 166         | Szymon Sajnok (POL)      | 107è        |
| 167         | Kenneth Vanbilsen (BEL)  | DNF         |

| EF Education-EasyPost EFE | EF Education-EasyPost EFE | EF Education-EasyPost EFE |
| ------------------------- | ------------------------- | ------------------------- |
| Núm                       | Ciclista                  | Pos                       |
| 171                       | Sebastian Langeveld (NED) | 49è                       |
| 172                       | Stefan Bissegger (SUI)    | 21è                       |
| 173                       | Owain Doull (GBR)         | 52è                       |
| 174                       | Jens Keukeleire (BEL)     | 78è                       |
| 175                       | Jonas Rutsch (GER)        | 74è                       |
| 176                       | Thomas Scully (NZL)       | DNF                       |
| 177                       | Łukasz Wiśniowski (POL)   | 96è                       |

| UAE Team Emirates UAD | UAE Team Emirates UAD            | UAE Team Emirates UAD |
| --------------------- | -------------------------------- | --------------------- |
| Núm                   | Ciclista                         | Pos                   |
| 181                   | Matteo Trentin (ITA)             | 43è                   |
| 182                   | Pascal Ackermann (GER)           | DNF                   |
| 183                   | Alexys Brunel (FRA)              | FC                    |
| 184                   | Felix Groß (GER)                 | DNF                   |
| 185                   | Vegard Stake Laengen (NOR)       | 71è                   |
| 186                   | Sebastián Molano Benavides (COL) | 106è                  |
| 187                   | Oliviero Troia (ITA)             | DNF                   |

| Uno-X Pro Cycling Team UXT | Uno-X Pro Cycling Team UXT  | Uno-X Pro Cycling Team UXT |
| -------------------------- | --------------------------- | -------------------------- |
| Núm                        | Ciclista                    | Pos                        |
| 191                        | Kristoffer Halvorsen (NOR)  | FC                         |
| 192                        | Lasse Norman Hansen (DEN)   | 93è                        |
| 193                        | William Blume Levy (DEN)    | DNF                        |
| 194                        | Erik Nordsæter Resell (NOR) | 69è                        |
| 195                        | Anders Skaarseth (NOR)      | 27è                        |
| 196                        | Rasmus Tiller (NOR)         | DNF                        |
| 197                        | Søren Wærenskjold (NOR)     | DNF                        |

| Movistar Team MOV | Movistar Team MOV                 | Movistar Team MOV |
| ----------------- | --------------------------------- | ----------------- |
| Núm               | Ciclista                          | Pos               |
| 201               | Iván García Cortina (ESP)         | 25è               |
| 202               | Imanol Erviti Ollo (ESP)          | DNF               |
| 203               | Johan Jacobs (SUI)                | DNF               |
| 204               | Mathias Norsgaard Jørgensen (DEN) | 29è               |
| 205               | Max Kanter (GER)                  | 48è               |
| 206               | Oier Lazkano López (ESP)          | 55è               |
| 207               | Albert Torres Barceló (ESP)       | DNF               |

| Astana Qazaqstan Team AST | Astana Qazaqstan Team AST     | Astana Qazaqstan Team AST |
| ------------------------- | ----------------------------- | ------------------------- |
| Núm                       | Ciclista                      | Pos                       |
| 211                       | Leonardo Basso (ITA)          | DNF                       |
| 212                       | Manuele Boaro (ITA)           | 97è                       |
| 213                       | Yevgeniy Fedorov (KAZ) (ruta) | 100è                      |
| 214                       | Dmitri Grúzdev (KAZ)          | 101è                      |
| 215                       | Davide Martinelli (ITA)       | DNF                       |
| 216                       | Antonio Nibali (ITA)          | DNF                       |
| 217                       | Aliaksandr Rabuixenka (BLR)   | DNF                       |

| B&B Hotels-KTM BBK | B&B Hotels-KTM BBK     | B&B Hotels-KTM BBK |
| ------------------ | ---------------------- | ------------------ |
| Núm                | Ciclista               | Pos                |
| 221                | Cyril Lemoine (FRA)    | 66è                |
| 222                | Pierre Barbier (FRA)   | 91è                |
| 223                | Alexis Gougeard (FRA)  | DNF                |
| 224                | Quentin Jauregui (FRA) | DNF                |
| 225                | Jérémy Lecroq (FRA)    | FC                 |
| 226                | Julien Morice (FRA)    | 53è                |
| 227                | Luca Mozzato (ITA)     | 83è                |

| Bingoal Pauwels Sauces WB BWB | Bingoal Pauwels Sauces WB BWB | Bingoal Pauwels Sauces WB BWB |
| ----------------------------- | ----------------------------- | ----------------------------- |
| Núm                           | Ciclista                      | Pos                           |
| 231                           | Arjen Livyns (BEL)            | 89è                           |
| 232                           | Stanisław Aniołkowski (POL)   | 46è                           |
| 233                           | Timothy Dupont (BEL)          | FC                            |
| 234                           | Karl Patrick Lauk (EST)       | 79è                           |
| 235                           | Milan Menten (BEL)            | 92è                           |
| 236                           | Ludovic Robeet (BEL)          | 32è                           |
| 237                           | Bas Tietema (NED)             | FC                            |

| Sport Vlaanderen-Baloise SVB | Sport Vlaanderen-Baloise SVB | Sport Vlaanderen-Baloise SVB |
| ---------------------------- | ---------------------------- | ---------------------------- |
| Núm                          | Ciclista                     | Pos                          |
| 241                          | Arne Marit (BEL)             | DNF                          |
| 242                          | Vito Braet (BEL)             | DNF                          |
| 243                          | Sander De Pestel (BEL)       | 88è                          |
| 244                          | Jens Reynders (BEL)          | 64è                          |
| 245                          | Ward Vanhoof (BEL)           | 33è                          |
| 246                          | Aaron Van Poucke (BEL)       | DNF                          |
| 247                          | Kenneth Van Rooy (BEL)       | DNF                          |